# Thành Sơn, Anh Sơn
Thành Sơn là một xã thuộc huyện Anh Sơn, tỉnh Nghệ An, Việt Nam.
Xã Thành Sơn có diện tích 16,14 km², dân số năm 1999 là 2.971 người, mật độ dân số đạt 184 người/km².